# Aleem Khan (Regisseur)

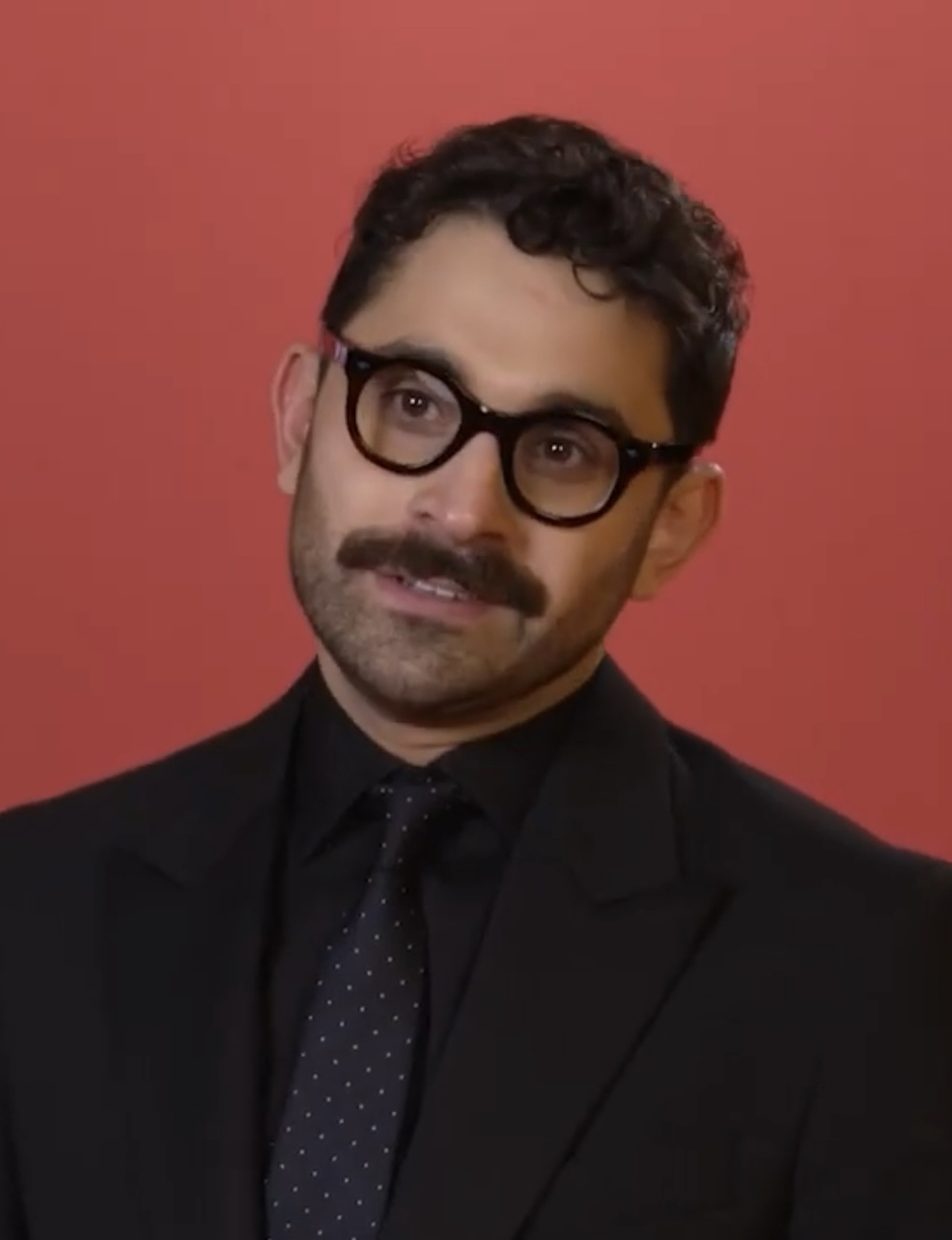
Aleem Khan, 2021

Aleem Khan (* 19. Mai 1985 in Gillingham) ist ein britischer Filmregisseur und Drehbuchautor.

## Leben
Aleem Khan wurde 1985 in Gillingham geboren, wuchs dort auf und besuchte die Howard School. Seine Mutter ist Engländerin, sein Vater Pakistani. Sie lernten sich als Teenager in dem Londoner Vorort kennen, in dem sie beide lebten. Nach der Heirat zogen sie an die Küste von Kent. Seine Mutter konvertierte zum Islam und sprach Panjabi. Als Khan vier Jahre alt war, starb seine sechs Monate alte Schwester Shereena.
Sein Debütkurzfilm Diana wurde 2009 beim London Lesbian and Gay Film Festival uraufgeführt. Sein zweiter Kurzfilm Three Brothers wurde beim London Film Festival 2014 uraufgeführt, bevor er bei weiteren internationalen Filmfestivals gezeigt wurde. Es folgte eine BAFTA-Nominierung für den besten britischen Kurzfilm im Jahr 2015 für diesen Film. Im gleichen Jahr wurde Khan zum Screen International Star of Tomorrow ernannt. Er ist Fellow der Sundance Screenwriters und Directors Labs des Jahres 2017 und Alumnus von Guiding Lights, The Locarno Filmmakers Academy und BFI Flare.
Sein Langfilmdebüt After Love spielt in Dover und handelt von der weißen, englischen, zum Islam konvertierten Ary/Mary Hussain, die nach dem unerwarteten Tod ihres Mannes plötzlich Witwe wird. Die eigentliche Handlung von After Love ist zwar nicht autobiografisch, weist jedoch viele Parallelen zu seiner eigenen Familiengeschichte auf.
Khan ist praktizierender Muslim und lebt offen schwul. In zwei Kulturen aufgewachsen und über seine Identität verwirrt, pilgerte er im Alter von 16 Jahren nach Mekka. „Ich bin um die Kaaba herumgelaufen und wenn du das tust, ist dein erstes Gebet für dich selbst“, so Khan. Er habe gebetet, nicht schwul zu sein, und auch später am College lebte er mit der Angst, jemand könne herausfinden, dass er schwul ist. Dort sei es aber zu einem Wendepunkt in seinem Leben gekommen, als er anfing, seine eigene Sexualität zu akzeptieren und den Glauben an seine Religion zu verlieren.

## Filmografie
- 2009: Diana (Kurzfilm)
- 2010: Pictures of Zain (Kurzfilm, als Schauspieler)
- 2011: The Wayfaring Stranger (Kurzfilm)
- 2014: Three Brothers (Kurzfilm)
- 2020: After Love

## Auszeichnungen
British Academy Film Award
- 2015 Nominierung als Bester Kurzfilm (Three Brothers)
- 2022 Nominierung als Bester britischer Film (After Love)
- 2022 Nominierung für die Beste Regie (After Love)
- 2022 Nominierung für die Beste Nachwuchsleistung (After Love)

British Independent Film Award
- 2021: Auszeichnung für das Beste Regiedebüt (After Love)
- 2021: Nominierung für das Beste Drehbuchdebüt (After Love)
- 2021: Auszeichnung als Bester Britischer Independent Film (After Love)
- 2021: Auszeichnung für die Beste Regie (After Love)
- 2021: Auszeichnung für das Beste Drehbuch (After Love)[5][6]

Iris-Preis
- 2009: Auszeichnung als Bester Britischer Kurzfilm (Diana)

London Critics’ Circle Film Award
- 2021: Nominierung für die Beste britische Nachwuchsregie (After Love)[7]

Molodist International Film Festival
- 2021: Auszeichnung mit dem Preis der Ökumenischen Jury als Bester internationaler Langfilm (After Love)
- 2021: Nominierung für den Skythischen Hirsch (After Love)[8]